# Scènes d'enfants de Schumann
Kinderszenen op. 15
 (septembre 2022).
Si vous disposez d'ouvrages ou d'articles de référence ou si vous connaissez des sites web de qualité traitant du thème abordé ici, merci de compléter l'article en donnant les références utiles à sa vérifiabilité et en les liant à la section « Notes et références ».
Les Scènes d'enfants (Kinderszenen), op. 15, sont un cycle de treize courtes pièces pour piano, composé au début de l'année 1838 par Robert Schumann.
D'une durée totale d'un peu moins de 20 minutes, les Scènes d'enfants, qui comportent notamment la célèbre Rêverie, sont parmi les œuvres pour piano les plus populaires de la période romantique.

## Présentation générale
L’œuvre est composée par Schumann entre janvier et le printemps 1838 pour l'anniversaire de sa fille aînée, et publiée en janvier 1839 par Breitkopf & Härtel sous le titre Kinderscenen : Leichte Stücke für das Pianoforte (« Scènes d'enfants, pièces faciles pour le pianoforte »). L'orthographe plus moderne Kinderszenen est adoptée lors des rééditions. Aucun autographe complet du recueil n'a été conservé, néanmoins la Robert-Schumann-Haus, musée consacré au compositeur à Zwickau, possède un autographe de la première pièce, Von fremden Ländern und Menschen.
Contrairement à la première partie de l’Album pour la jeunesse composé dix ans plus tard, le cycle n'est pas conçu pour être joué par des enfants, mais plutôt, selon les termes de Schumann, « par un grand enfant » (correspondance à Fischhof, 3 avril 1838), comme « souvenir pour des personnes qui ont grandi ». Le recueil est l'un de ceux les plus joués et les plus aimés.

## Contexte de composition
(juin 2025).
La partition date d'une période tourmentée de la vie du compositeur. En effet, en septembre 1837, Schumann, âgé de 27 ans, amoureux depuis plusieurs années de Clara Wieck, s'est vu refuser fermement sa main par son père, soucieux de protéger l'indépendance de sa fille, pianiste prodige qui n'a encore que 18 ans. Les futurs époux entretiennent alors une intense correspondance. La période 1836-1839 voit Schumann composer plusieurs chefs-d'œuvre pianistiques, notamment les Kreisleriana, de caractère tourmenté, mais aussi la Fantaisie, les Novelettes et l'Arabesque, tous marquées par sa relation avec Clara. Les pièces qui constituent les Scènes d'enfants contrastent avec cet ensemble par leur caractère apaisé.
Schumann évoque le recueil en cours de composition dans une lettre à Clara datée de mars 1838 ; la sélection des pièces qui seront publiées n'a pas encore eu lieu, puisque Schumann parle d'une trentaine de petites pièces. Certaines des pièces écartées seront publiées bien plus tard dans les Bunte Blätter, op. 99 et Albumblätter op. 124.
L'originalité thématique des Scènes d'enfants et son caractère inaugural dans l'histoire de la musique sont à souligner : c'est en effet une des premières œuvres instrumentales notables prenant pour thème les impressions d'enfance. Schumann n'a pas eu de devancier, à l'exception, déjà ancienne, de François Couperin qui avait publié en 1716-1717 les Petits Âges dans le septième ordre de son Second livre de pièces de clavecin.
Idéal esthétique et dimension autobiographique sont étroitement liés dans la genèse de l'œuvre. Le choix du thème des Kinderszenen doit sans doute au souvenir de la jeune Clara Wieck, que Robert avait rencontrée dès l'âge de neuf ans. Au-delà de ce souvenir personnel, l'examen du journal de Schumann, de ses lectures et de ses écrits dans la décennie qui précède la composition (1828-1838), révèle un intérêt constant pour le culte romantique de l'enfance. Par la lecture des écrivains allemands Jean Paul, Ernst Hoffmann ou Anton Thibaut, le compositeur a construit une conception symbolique de l'enfance qui se rapproche précisément de son idéal musical : la profondeur poétique dans la simplicité. Les Scènes d'enfants constituent pour Schumann une réalisation exemplaire de cet idéal.
Dès 1831, Clara, pianiste prodige entre l'enfance et l'adolescence, suscite chez Schumann le projet d'écrire une nouvelle littéraire intitulée Enfants prodiges (Wunderkinder). Selon l'esthétique d'Hoffmann, Clara possède la pureté qui est un requis moral pour toute grande création artistique. Tourmenté par sa vie parfois dissolue, Schumann se sent indigne d'elle et voit dans sa figure un ange rédempteur qui lui apportera la sérénité. Lors d'une visite qu'il lui rend à Dresde en janvier 1836, il note dans son journal : « Sois mon but suprême, Clara, ange de pureté et d'innocence, ramène moi en enfance ».
En envoyant ce recueil à Clara, Schumann écrit : « Est-ce une réponse inconsciente au sens des mots que tu m’écrivais un jour : tu me fais parfois l’effet d’un enfant ! S’il en est ainsi, tu verras que les ailes ont poussé à cet enfant... Tu prendras sans doute plaisir à jouer ces petites pièces, mais il te faudra oublier que tu es une virtuose. (...) Il faudra te garder des effets, mais te laisser aller à leur grâce toute simple, naturelle et sans apprêt ».
Clara a perçu l'œuvre comme un message destiné à elle seule. Le 22 mars 1839, elle écrivait à Schumann : « ... et cette touchante simplicité qui s'en dégage, c'est tellement le sentiment vrai, n'est-ce pas, c'est ainsi que tu m'aimes ? ». C'est peut-être par pudeur qu'elle a longtemps tardé à la jouer en public. Elle ne la mettra à son répertoire qu'en 1868, douze ans après la mort du compositeur.

## Pièces
Les titres n'ont été donnés qu'a posteriori par le compositeur.
1. Gens et pays étrangers (Von fremden Ländern und Menschen) en sol majeur
2. Curieuse histoire (Kuriose Geschichte) en ré majeur
3. Colin-maillard (Hasche-Mann) en si mineur
4. L'enfant suppliant (Bittendes Kind) en ré majeur
5. Bonheur parfait (Glückes genug) en ré majeur
6. Un événement important (Wichtige Begebenheit)  en la majeur
7. Rêverie (Träumerei) en fa majeur
8. Au coin du feu (Am Kamin) en fa majeur
9. Cavalier sur le cheval de bois (Ritter vom Steckenpferd) en do majeur
10. Presque trop sérieusement (Fast zu ernst) en sol dièse mineur
11. Croquemitaine (Fürchtenmachen) en sol majeur
12. L'enfant s'endort (Kind im Einschlummern) en mi mineur
13. Le poète parle (Der Dichter spricht) en sol majeur

## Réception
Le 5 juin 1839, Franz Liszt écrit à Schumann :

« Quant aux Kinderscenen, je leur dois une de mes plus vives jouissances de ma vie. Vous savez ou vous ne savez pas que j'ai une petite fille de trois ans que tout le monde s'accorde à trouver angélique […] eh bien ! mon cher Monsieur Schumann, deux ou trois fois par semaine (aux beaux jours !), je lui joue dans la soirée vos Kinderscenen, ce qui la ravit et moi bien plus encore, comme vous imaginez, au point que souvent je lui répète 20 fois la première reprise sans aller plus avant. Vraiment, je crois que vous seriez content de ce succès, si vous pouviez en être témoins ! »

## Discographie
- Maria Grinberg, 1951
- Dino Ciani
- Yves Nat (EMI)
- Claudio Arrau (Philips)
- Martha Argerich (1984, DG)
- Antonín Kubálek, 1988
- Tatiana Nikolaïeva, 1991
- Yves Henry, 1991
- Annie Fischer
- Vladimir Horowitz
- Maria Joao Pires
- Philippe Cassard, 2004
- Klára Würtz, 2014
- Radu Lupu, 2022